# ویلیام هاولی
ویلیام هاولی (انگلیسی: William Hawley; ۱۸۵۱ – ۱۹۴۱) انسان‌شناس، و باستان‌شناس اهل بریتانیا بود. او به‌خاطر کاوش‌هایش در استون‌هنج شناخته می‌شود.